# Mari Gonzalez
Mariana Decânio Gonzalez (Salvador, 16 de fevereiro de 1994) é uma apresentadora, Repórter e influenciadora digital brasileira. Ficou nacionalmente conhecida pela sua participação no programa Pânico na Band entre 2014 e 2017, onde era conhecida como Mari Baianinha, e posteriormente como uma das participantes da vigésima temporada do reality show Big Brother Brasil, fazendo parte do grupo de famosos convidados pela produção.

## Biografia e carreira
Filha de Sônia e Alfredo Gonzalez, Mari cresceu em meio à pobreza no bairro Dois de Julho em Salvador. Seu pai teve que deixar o emprego para cuidar da mãe após um acidente de carro que a deixou com perda de visão em um olho e um traumatismo craniano. Para ajudar nas despesas da casa, Mari começou a trabalhar como modelo aos 15 anos. Embora tenha iniciado os estudos em Educação Física na Universidade Federal da Bahia, abandonou o curso em 2015 para se dedicar à carreira de modelo, aparecendo no Pânico na Band. Antes disso, foi standing de Ivete Sangalo, uma espécie de dublê que entrava no palco para a equipe testar a luz e as marcações dos movimentos da cantora. Também participou do concurso Miss Bahia 2013 como a Miss Lauro de Freitas.
Em 17 de agosto de 2014, estreou no elenco de Panicats do programa Pânico na Band sendo apelidada de Baianinha. Ela foi apresentada ao diretor por um maquiador do programa que a abordou no aeroporto de Salvador e pegou seu contato, pouco tempo depois foi convidada para o cargo e mudou-se para São Paulo. Em dezembro de 2014, foi promovida a repórter da atração e fez sucesso em outros quadros, entre eles Master Jegue, Silvio e as Gagas de Ilhéus e Lara Müller do Povo. Em novembro de 2015, realizou um ensaio sensual para o site Paparazzo. Em dezembro de 2016, lançou um canal no YouTube chamado “100 Ideias”. Em 2017, ano em que deixa o Pânico, Mari lançou um aplicativo de exercícios físicos chamado Casal Fit com seu então namorado Jonas Sulzbach.
Em janeiro de 2020, foi anunciada pela TV Globo como uma das participantes da vigésima temporada do reality show Big Brother Brasil, fazendo parte do grupo de famosos convidados pela produção. Mari ficou em quinto lugar na competição.
Em 2024, o relacionamento de Mari e Jonas Sulzbach chega ao fim. No mesmo ano, ela foi anunciada como uma das apresentadoras do Mesacast BBB, com transmissão simultânea no Globoplay, Multishow e no site oficial do BBB.

## Filmografia

### Televisão
| Ano     | Título             | Personagem                   | Notas             | Ref. |
| ------- | ------------------ | ---------------------------- | ----------------- | ---- |
| 2014-17 | Pânico na Band     | Repórter/Assistente de Palco | Rede Bandeirantes |      |
| 2020    | Big Brother Brasil | Participante (5º lugar)      | Temporada 20      |      |
| 2022    | TVZ de Verão       | Apresentadora                | Multishow         |      |
| 2024    | Mesacast BBB       | Apresentadora                | TV Globo          |      |
| 2024    | Flash BBB          | Repórter                     | TV Globo          |      |